# RZA
Robert Fitzgerald Diggs, mer känd under artistnamnet RZA (IPA: /ˈrɪzə/), född 5 juli 1969 i Brooklyn i New York, är en amerikansk hiphopproducent, rappare musikproducent, och de facto-ledare för hiphopkollektivet Wu-Tang Clan.

## Biografi
RZA debuterade 1991 som soloartist under namnet Prince Rakeem, tecknad till skivbolaget  Tommy Boy Records. Han släppte singeln Ohh, I Love You Rakeem med tillhörande musikvideo. RZA var inte nöjd med hur Tommy Boy skötte marknadsföringen, så han gjorde ett nytt försök, utan skivbolaget, och startade själv gruppen All in Together Now med sina två kusiner GZA och Ol' Dirty Bastard. Denna grupp kom senare att utvecklas till Wu-Tang Clan, en av 1990-talets mest stilbildande hiphopgrupper.
RZA medverkar tillsammans med GZA och Bill Murray i episoden "Delirium" i Jim Jarmuschs Coffee and Cigarettes.
RZA har även skrivit en bok, The Wu-Tang Manual, där han berättar om hur gruppen startades, deras filosofi, hans produktionsmetoder och mycket annat.

## Solokarriär
- Bobby Digital in Stereo - 1998
- The RZA Hits - 1999
- Bobby Digital In Digital Bullet - 2001
- The World According To The RZA - 2003
- Birth of a Prince - 2003
- Digi Snacks - 2008

Förutom sin karriär som hiphopartist har RZA på senare år även komponerat och producerat filmmusiken till flera kända filmer som Blade: Trinity, Derailed, Unleashed, Jim Jarmuschs Ghost Dog – Samurajens väg, Quentin Tarantinos Kill Bill och filmatiseringen av TV-serien Miami Vice. Han spelade även rollen Blind Master i action filmen G.I. Joe: Retaliation från 2013.

## Alias
- Bobby Steels
- Bobby Digital
- RZArector
- Prince Rakeem
- The Abbot

## Kuriosa
- På albumet "The World According To Rza" så finns de två svenska rapparna, Feven och Petter med. Feven sjunger låten "Mesmerize" och Petter sjunger låten "Det é så jag känner", och båda två rapparna är med i låten "On Tha Ground", tillsammans med spansk-norske rapparen Diaz.